# Фальшь
Фальшь — звуковое разногласие в музыке, например нота, взятая выше или ниже, не согласующаяся со строем исполняемой пьесы. В этом смысле фальшь называется детонацией (небольшое повышение или понижение относительно надлежащего звука; детонировать, или фальшивить, можно голосом и на каждом нетемперированном инструменте, например на скрипке, виолончели и т. п.).
Также в музыке фальшью называется ошибка в исполнении, когда вместо надлежащей ноты берется какая-нибудь другая, неподходящая. В немецкой терминологии нередко параллельные квинты или октавы, запрещаемые теорией в голосоведении, называются фальшивыми, как и уменьшенная квинта (нем. Falsche Quinte).
Со временем слово фальшь (или фальша) перекочевало и в разговорный русский язык уже с несколько другим смыслом, став синонимом лжи, лицемерия, обмана, подделки, подлога или неискренности. При этом сфальши́вить (или сфальшить) можно только преднамеренно, введение людей в заблуждение по ошибке или в результате форс-мажорных обстоятельств не считаются фальшью.